# Eladio Reyes
Máximo Eladio Reyes Caraza (Ica, 1948. január 8. –) válogatott perui labdarúgó, csatár.

## Pályafutása

### Klubcsapatban
1965 és 1968 között az Alianza Lima, 1968 és 1971 között a Juan Aurich, 1972-ben a Defensor Lima, 1973-ban a Deportivo Municipal labdarúgója volt. 1974-ben a kolumbiai Deportivo Cali, 1975-ben a mexikói Veracruz csapatában szerepelt. 1976-ban ismét a Deportivo Municipal, 1977-ben a Cienciano, a veneuelai Deportivo Galicia játékosa volt. 1978-ban az Unión Huaral csapatában fejezte be az aktív labdarúgást. Az Alianzával egy perui, a Deportivo Calival egy kolumbiai bajnokságot nyert.

### A válogatottban
1968 és 1970 között hét alkalommal szerepelt a perui válogatottban. Tagja volt az 1970-es mexikói világbajnokságon résztvevő csapatnak.

## Sikerei, díjai
Alianza Lima
- Perui bajnokság
  - bajnok: 1965

 Deportivo Cali
- Kolumbiai bajnokság
  - bajnok: 1974